# Petr Digrin
Petr Digrin (* 5. října 1970) je český politik a starosta Mníšku pod Brdy.

## Život a rodina
Narodil se 5. října 1970. Je ženatý a má dvě dcery. Mezi lety 1995 až 1997 byl zaměstnán jako technický pracovník na Středním odborném učilišti v Pelhřimově; v letech 2000 až 2002 byl zástupcem ředitele organizace SSHZZ severní Moravy. Od roku 2002 je správcem Státního zámku v Mníšku pod Brdy. Od 22. ledna 2007 do 18. dubna 2020 byl členem správní rady organizace Magdaléna, o.p.s.

## Vzdělání
Mezi lety 1985 až 1989 studoval Střední průmyslovou školu strojnickou v Pelhřimově, poté byl mezi lety 1989 až 1991 studentem strojní fakulty ČVUT. Od roku 1991 do roku 1995 studoval na technické fakultě ČZU; mezi lety 1997 až 2002 pak také na katedře využití zdrojů.

## Působení v politice

### Komunální volby v roce 2002
Poprvé kandidoval do zastupitelstva města Mníšku pod Brdy v roce 2002, kdy byl nominován jako nestraník na kandidátce ODS, kterou vedl David Bílek. Zastupitelem se však stal až v roce 2004, kdy nastoupil jako náhradník za Davida Bílka, který z úřadu odstoupil.

### Komunální volby v roce 2006 a zvolení starostou
Ve volbách v roce 2006 byl lídrem společné kandidátky ODS a SNK ED. Koalice skončila ve volbách se ziskem 6 mandátů na 1. místě a Petr Digrin obhájil svůj mandát zastupitele obce. Na ustavující schůzi zastupitelstva byl pak zvolen starostou a vystřídal ve funkci dosavadní starostku Alexandru Merunkovou.

### Kritika bývalé starostky
Po svém nástupu do funkce starosty Digrin veřejně kritizoval tehdy již bývalou starostku Merunkovou a obvinil ji z nezodpovědného nakládání s obecním rozpočtem. Ve věci se angažovala Policie ČR. Alexandra Merunková nařčení odmítla a označila jej za účelové.

### Obhajoba mandátu starosty v letech 2010 a 2014
Petr Digrin byl opakovaně zvolen starostou města i v letech 2010 a 2014. V komunálních volbách v roce 2010 kandidoval jako nestraník na 1. místě kandidátky vítězného hnutí STAN. O čtyři roky později pak hnutí STAN pod jeho vedením zvítězilo znovu a Digrin se tak stal starostou potřetí.

### Komunální volby v roce 2018
V komunálních volbách v roce 2018 vedl Petr Digrin opět kandidátku hnutí STAN, které však skončilo na druhém místě za vítěznou koalicí Společně pro Mníšek (KDU-ČSL, Zelení a nezávislí kandidáti). Tu do voleb vedla Magdaléna Davis, jež byla posléze zvolena starostkou a Petr Digrin byl zvolen předsedou kontrolního výboru.

### Komunální volby v roce 2022 a čtvrtý mandát
V komunálních volbách v roce 2022 zvítězila v Mníšku koalice Společně pro Mníšek (Zelení, Piráti a nezávislí kandidáti) vedená dosavadní starostkou Magdalénou Davis. Uskupení však skončilo v opozici a starostou byl opět zvolen Petr Digrin.

### Kandidatura doZastupitelstva Středočeského kraje
Petr Digrin opakovaně kandidoval do Zastupitelstva Středočeského kraje, nebyl však nikdy zvolen. V roce 2004 byl nominován na společné kandidátce SNK a ED; v letech 2020 a 2024 pak na kandidátce hnutí STAN.

### Kandidatura doPoslanecké sněmovny
V roce 2013 kandidoval do Poslanecké sněmovny za TOP 09; v roce 2017 pak byl nominován na 27. místě kandidátky STAN ve volbách do Poslanecké sněmovny. Ani v jednom z případů však neuspěl.